# Riport
A riport érdekes eseményről szóló, emberközpontú műfaj, mely a helyszínen, vagy helyszíni tapasztalatok alapján, az illetékes(ek) megszólaltatásával készülő, hírlapi, rádiós vagy televíziós tudósítás. Oknyomozó, valóságmagyarázó, a történet a meghatározó benne. Átmeneti műfaj, a tény- és a vélemény újságírás között.
A riporter felderít, értékel, illetve általánosít. Az esemény mellett a helyszín és a szereplők is fontosak. Szabadabb mint a tájékoztató műfajok. Lehet benne dialógus illetve leírás is. Nem elemez, hanem szubjektíven állást foglal, megjelenhet benne az újságíró.
A szerző akár szépirodalmi eszközökkel is ábrázolhatja a személyiségeket.

## Fajtái
- oknyomozó, tényfeltáró
- bíráló, elemző
- esemény vs. állapot riport
- dokumentumriport
- irodalmi riport